# Presbytis sabana
El langur gris de Sabah (Presbytis sabana), también conocido como el langur gris de Saban, es una especie de mono de la familia Cercopithecidae. Anteriormente se consideraba una subespecie del langur de Hose, Presbytis hosei (como Presbytis hosei sabana).  El langur gris de Sabah es nativo de la isla de Borneo en la provincia de Sabah en Malasia, con parte de su hábitat en Indonesia. Está catalogado como en peligro de extinción por la UICN debido principalmente a la pérdida de hábitat, la fragmentación y la caza.